# 甘馨方
甘馨方，中华人民共和国政治人物、全国脱贫攻坚先进个人。

## 生平
甘馨方任铜仁市就业局副局长。因在脱贫攻坚战中作出突出贡献，2021年2月25日全国脱贫攻坚总结表彰大会上，甘馨方被授予“全国脱贫攻坚先进个人”。